# 2068
Năm 2068. Trong lịch Gregory, nó sẽ là năm thứ 2067 của Công nguyên hay của Anno Domini; năm thứ 67 của thiên niên kỷ thứ 3 và của thế kỷ 21; và năm thứ chín của thập niên 2060.